# راسموس نیکولایسن
راسموس نیکولایسن (انگلیسی: Rasmus Nicolaisen؛ زادهٔ ۱۶ مارس ۱۹۹۷) بازیکن فوتبال اهل دانمارک است.
از باشگاه‌هایی که در آن بازی کرده‌است می‌توان به باشگاه فوتبال میتیولن اشاره کرد.